# Westmolen (Gorinchem)
De Westmolen is een in 1814 gebouwde wipmolen in de gemeente Gorinchem, in de Nederlandse provincie Zuid-Holland. De molen diende ter vervanging van een in 1813 tijdens het beleg van Gorinchem door Franse troepen vernielde eerdere molen. De molen bemaalde samen met zijn in 1817 gebouwde buurmolen, de Oostmolen, de polder De Banne van Gorinchem & Kwakernaat. De twee molens hebben deze functie sinds 1971 niet meer. 
Nadat beide molens buiten bedrijf zijn gekomen, zijn ze ingesloten door diverse sportvelden, wegen en bovenal veel bomen en struiken. De zogenaamde molenbiotoop is dan ook zeer slecht voor de molens en dit belemmert het functioneren van de molens. Ondanks dat zijn de molens maalvaardig, zij het in circuit. In 1973 heeft de gemeente Gorinchem de molens gekocht om ze in 1981/82 te restaureren. De Westmolen heeft hierbij zijn stroomlijnwieken van het het systeem van Bussel behouden. De molen wordt, net zoals de Oostmolen, bewoond door een vrijwillig molenaar. Deze stelt de molen zeer regelmatig in werking. Sinds 1 januari 2017 is de molen, evenals de andere drie molens van Gorinchem, in eigendom overgedragen aan de Stichting tot Instandhouding van Molens in de Alblasserwaard en de Vijfheerenlanden (SIMAV).